# Direcció general de Programació Econòmica i Pressupostos
La Direcció general de Programació Econòmica i Pressupostos és un òrgan de gestió de l'actual Ministeri de Foment d'Espanya.

## Funcions
Les funcions de la Direcció general de Programació Econòmica i Pressupostos es recullen en l'article 12 del Reial decret 362/2017:
- L'elaboració de l'avantprojecte de pressupost del Departament, la coordinació de l'elaboració dels pressupostos de les seves entitats dependents i la transmissió de tots ells al Ministeri d'Hisenda i Funció Pública, en la forma reglamentàriament establerta a aquest efecte.
- L'informe i tramitació dels expedients de modificació pressupostària del Departament i les seves entitats dependents.
- L'informe i la prestació d'assistència tècnica en matèria pressupostària, així com les altres funcions encomanades a l'Oficina Pressupostària pel Reial decret 2855/1979, de 21 de desembre.
- La realització, en relació amb els fons FEDER assignats a centres directius del Departament, de les funcions que la normativa comunitària encomana als organismes intermedis o beneficiaris i siguin assignades a aquesta Adreça, així com coordinar i efectuar el seguiment de les actuacions cofinançades amb fons FEDER i Fons de Cohesió en l'àmbit del Departament i les seves entitats dependents.
- El seguiment, coordinació i formulació de la proposta de pla d'acció de correcció d'irregularitats, deficiències, incerteses i limitacions posades de manifest en les auditories i controls financers efectuats al Departament i entitats els seus dependents.
- La coordinació de l'elaboració i actualització del Pla Estratègic de Subvencions de conformitat amb l'establert en la normativa vigent.
- El seguiment de les aportacions a realitzar per les entitats dependents del Departament per al finançament dels treballs de conservació o enriquiment del Patrimoni Històric Espanyol, així com l'elaboració de quants informes siguin sol·licitats pel Ministeri d'Educació d'Espanya.
- El seguiment dels programes inversors del Departament i l'elaboració d'informes sobre la situació de la inversió, amb detall territorialitzat de centres directius, les seves entitats dependents i maneres de transport.
- El seguiment i anàlisi de l'activitat contractual del Departament i les seves entitats dependents i, en particular, de les actuacions inversores en matèria d'infraestructures.
- El seguiment de l'activitat econòmica, financera i pressupostària del Departament i les seves entitats dependents, mitjançant informes periòdics, a nivell individual per entitat o consolidat del Grup Fomento, sobre la base dels estats comptables dels mateixos.
- La programació de recursos econòmics i financers per al desenvolupament dels plans d'infraestructures.
- L'avaluació econòmica i pressupostària de plans i programes en l'àmbit d'actuació del Departament.
- L'elaboració d'informes de naturalesa economicofinancera respecte de les matèries competència del Departament.
- La programació i elaboració de les estadístiques generals que descriguin l'activitat del Departament, així com la coordinació i, si escau, elaboració de les operacions estadístiques que li siguin assignades al Departament en el Pla Estadístic Nacional.
- La gestió i tramitació dels crèdits i despeses assignades al centre directiu, així com la gestió dels assumptes relatius a la contractació i adquisicions, sense perjudici de les competències de la Subsecretaria de Foment o altres òrgans superiors o directius del Departament i en coordinació amb ells.
- La coordinació dels assumptes que hagin de ser sotmesos a la Comissió Delegada del Govern per a Assumptes Econòmics en l'àmbit del Departament.

## Estructura
De la Direcció general de Programació Econòmica i Pressupostos depenen els següents òrgans:
- Oficina Pressupostària.
- Subdirecció General de Seguiment Econòmic d'Inversions.
- Subdirecció General de Programació i Anàlisi Pressupostària.
- Subdirecció General d'Estudis Econòmics i Estadístiques

## Llista de directors generals
- María del Carmen García Franquelo (2018-)[2]
- María Jesús Romero de Ávila Torrijos (2016-2018)[3]
- Juan Miguel Báscones Ramos (2012-2016)
- Jesús Manuel Gómez García (2009-2012)
- Luis Felipe Palacios Arroyo (2008-2009) (D.G. de Programació Econòmica)
- Fernando Rojas Urtasun (2004-2008)
- Antonio Manuel López (2000-2004)
- Pablo Gasós Casao (1996-2000)